# Токугава Ијемочи
Токугава Ијемочи (транслит. ; Едо , 17. јул 1846 — Осака, 29. август 1866) био је четрнаести шогун Токугава шогуната у Јапану. Владао је у периоду од 1858. до 1866. године. Током своје кратке владавине Јапан је претрпео велике промене, понајвише доласком адмирала Метју Перија из САД, отварања граница за странце, настанка нових политичких покрета и других околности што ће на крају довести до грађанског Бошин рата и Меиџи обнове.

## Биографија
Ијемочи, познат у младости као Кикичијо, био је најстарији син феудалног лорда Токугаве Наријукија (1801-1846) који је био најмлађи син Токугава Ијенарија, једанаестог шогуна. Рођен је у престоници Едо (данашњи Токио).
Када је Ијемочи имао само једну годину, прихваћен је као наследник дванаесте генерације даимјоа Токугава Нарикатсуа, наслеђујући га 1850. године и узимајући име Токугава Јошитоми. Али 1858. године бива именован за наследника главне породице и новог шогуна зато што је његов претходник, тринаести шогун Ијесада био без порода. Избор да Ијемочи постане наследник није прошао без размирица. Постојале су друге фракције које су подржавале Токугава Јошинобуа и Мацудаира Наритамија за новог шогуна. Оно што им је ишло у корист била је чињеница да су обоје били одрасли док је Ијемочи још био дете. Претпоставља се да је Јошитоми по доласку на власт узео име Ијемочи.
Остало је познато да је 22. априла 1863. (петог дана, трећег месеца по тадашњем календару), шогун Ијемочи отпутовао за Кјото по налогу цара и да је као пратњу имао око 3000 људи. То је било први пут да шогун посети цара после 230 година не доласка у међусобни контакт.
Ијемочи је био ожењен принцезом Нинко, млађом сестром цара Комеиа, али је брак био кратак због његове преране смрти услед болести берибери, проузроковане недостатком витамина Б1. Имао је само двадесет година.
Његов наследник, Токугава Јошинобу био је последњи шогун у јапанској историји и сведок меиџи обнове.

## Ере Ијемочијеве владавине
Године у којима је Ијемочи владао као шогун индентификују се код Јапанаца као ере. Ијемочи је био активан у следећим ерама: 
- Ансеи (1854–1860)
- Ман`ен (1860–1861)
- Бункју (1861–1864)
- Генџи (1864–1865)
- Кеио (1865–1868)

## У популарној култури
Токугава Ијемочи се појављује у јапанској NHK таига драми, 2008. године Ацухиме. Глумио га је јапански глумац Мацуда Шота.
У роману 'Kazunomiya, Prisoner of Heaven' аутора Kathryn Lasky, приказан је измишљени дневник који Ијемочијеве жене која се присећа свог мужа током живота.
Ијемочи се помиње и у делу „Последња конкубина“ од истог аутора.
Токугава Шиге-шиге испирисан је ликом Токугава Ијемочија у духовитом манга серијалу „Гинтама“.
Лорд Токугава појављује се у роману Џејмса Клавела "Gai-Jin" као Нобусада Торанага.